# Шеррі Лансінг
Шеррі Лансінг (уроджена Шеррі Лі Дал; нар. 31 липня 1944) — колишня американська акторка, продюсерка та керівниця кіностудії. Обіймала посаду головної виконавчої директора Paramount Pictures і президента виробництва у 20th Century Fox. Під її керівництвом студія маланайдовшу та найуспішнішу низку релізів з 1930-х, випустивши такі хіти, як «Форрест Гамп», «Хоробре серце» та найкасовіший на той час фільм — «Титанік».
1996 року стала першою жінкою, яку назвав піонером року Фонд піонерів кіно. 1999 року увійшла до ради Каліфорнійського університету. 2005 року стала першою жінкою-керівницею кіностудії, яка залишила відбитки рук і ніг у китайському театрі Граумана. 2001 року «Ladies' Home Journal» назвав її однією з 30 найвпливовіших жінок Америки, у 2003 році посіла четверте місце у списку «Power 100» від «Голлівуд-репортер».

## Біографія

### Ранні роки
Шеррі Лансінг народилася як Шеррі Лі Дул у Чикаго, штат Іллінойс, 31 липня 1944 року. Її мати, Маргарет «Марго» Гейманн, 17-річною втекла з нацистської Німеччини у 1937 році. Її батько, Девід Дал, був інвестором у нерухомість. Він помер, коли їй було 9 років. Її мати одружилася вдруге; померла у 1984 році від раку яєчників. Шеррі виховувалась у єврейській родині. Навчалась у лабораторній школі Чиказького університету, яку закінчила у 1962 році. 1966 року здобула ступінь бакалавра наук у Північно-західному університеті, де входила до жіночого товариства Sigma Delta Tau.
Шеррі Лансінг — колишня вчителька математики та модель. Вона продовжила акторську кар'єру (знялася у двох фільмах 1970 року, «Любов» і «Ріо Лобо» з Джоном Вейном у головній ролі), але, незадоволена власними акторськими здібностями, вирішила дізнатися більше про кіноіндустрію з нуля. Вона влаштувалася на роботу в MGM як головна читачка сценаріїв і працювала над двома успішними фільмами: «Китайський синдром» і «Крамер проти Крамера», обидва вийшли 1979 року.

### Кар'єра у кіновиробництві
Після роботи в MGM та стажування у Columbia Pictures 35-річна Лансінг стала першою жінкою-президентом великої кіностудії: її призначили очолити 20th Century Fox у 1980 році. Вона пішла у відставку у грудні 1982 року і стала партнеркою Стенлі Р. Джаффа у створенні Jaffe-Lansing Productions на базі Paramount Pictures. Компанія випустила послідовну серію другорядних фільмів через Paramount, перш ніж досягти касового успіху зі стрічкою «Фатальний потяг» 1987 року, за який наступного року Джафф і Лансінг отримали номінації на премію «Оскар» за найкращий фільм.
Вони працювали над фільмом «Обвинувачений» (1988) із Джоді Фостер у головній ролі, про зґвалтування та його вплив на життя жертви. Сцена зґвалтування викликала багато суперечок після виходу. Знятий з невеликим бюджетом у 6 мільйонів доларів, він зібрав у прокаті понад 37 мільйонів доларів у всьому світі, став касовим хітом, а також отримав похвалу критики, оскільки Фостер стала лауреаткою премії «Оскар» за найкращу жіночу роль.

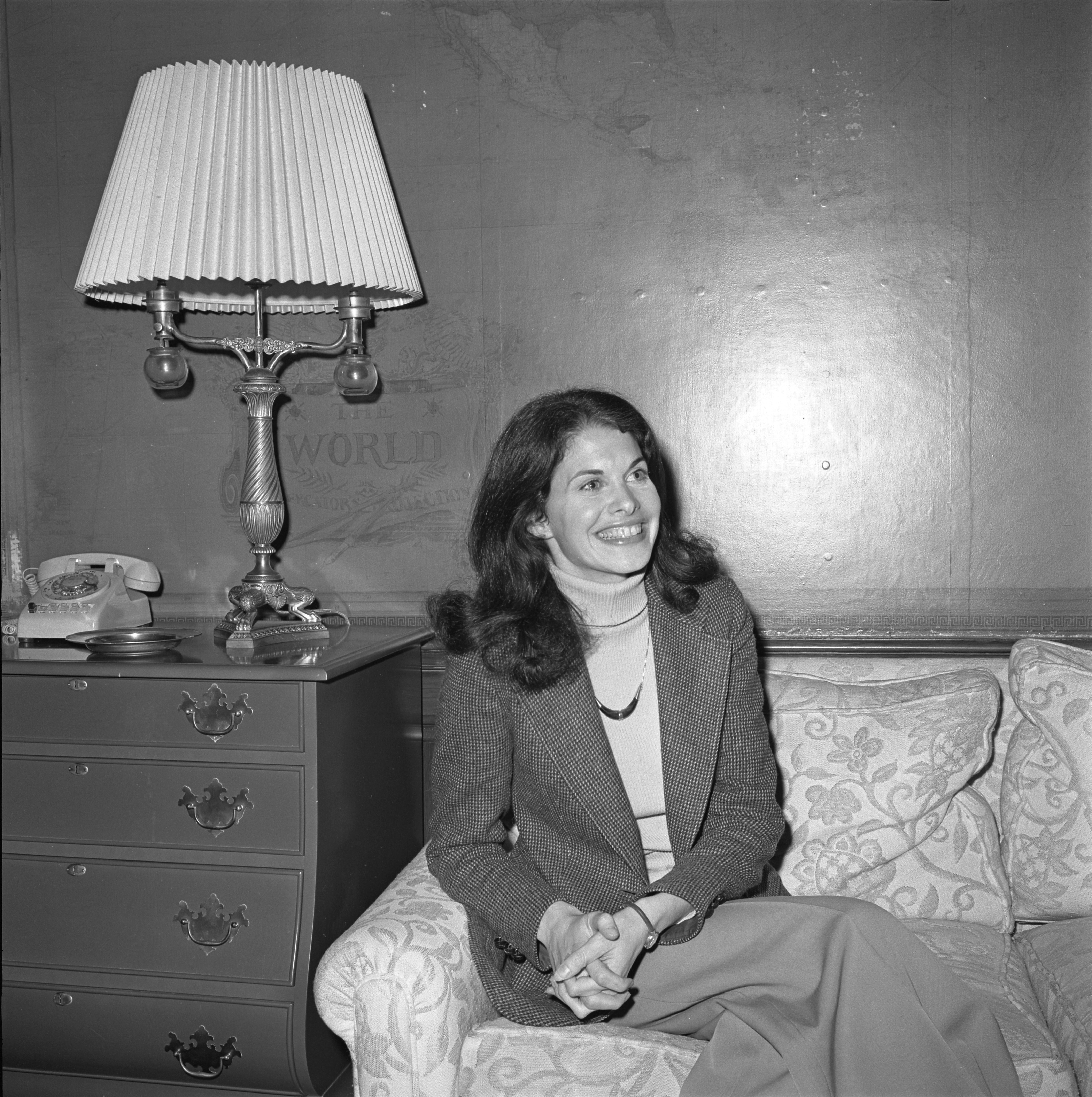
Лансінг у 1980 році

### Голова Paramount
У 1992 році їй запропонували очолити кіностудію Paramount Pictures. Під час її роботи в Paramount студія отримала найдовшу та найуспішнішу низку релізів з 1930-х. Під керівництвом Лансінг студія випустила такі успішні стрічки, як «Форрест Гамп», «Хоробре серце» та найкасовіший на той час фільм в історії кінематографа — «Титанік» (останні два з Fox). Релізи 6 з 10 найкасовіших стрічок Paramount відбулися під час її правління, включно з трьома нагородами «Оскара» за найкращий фільм.
Як керівниця студії вона зосереджувалася на кінцевих витратах, а не на частці ринку, вважаючи за краще менше ризикувати та знімати стрічки з меншим бюджетом, у порівнянні з іншими кіновиробниками. Viacom (яка придбала Paramount у 1994 році) вирішила розділити компанію на дві частини у 2004 році, Лансінг звільнилася наприкінці того ж року після майже 12-річного перебування на вершині легендарного голлівудського «Найкращого шоу в місті».
Вона входить до ради Каліфорнійського університету. Входить до правління Американського Червоного Хреста, Центру Картера, DonorsChoose, Qualcomm, Teach for America, Американської асоціації дослідження раку, Премії Ласкера та Друзів дослідження раку. Вона є членкинею дорадчої ради від засновників організації Women's Image Network, яка у 1993 році заснувала нагороду Women's Image Network, організація сприяє гендерній рівності.

### Благодійність
У 2005 році створила фонд Шеррі Лансінг, який займається підвищенням обізнаності та фінансуванням досліджень з вивчення раку. Вона є лауреаткою найвищої нагороди Школи менеджменту Андерсона Університету Каліфорнії в Лос-Анджелесі — премії «Зразкове лідерство в менеджменті». 
У 2007 році на 79-й церемонії вручення премії «Оскар» її нагородили гуманітарною премією імені Джина Гершолта за роботу в галузі дослідження раку.
У 2011 році Шеррі Лансінг пообіцяла 5 мільйонів доларів лабораторним школам Чиказького університету на будівництво нового мистецького корпусу, включно з майданчиком для вистав на 250 місць.
У 2013 році Лансінг була членом ради директорів компанії Dole Food. На початку 2012 року членом ради директорів Фундації В. М. Кека. У травні 2018 року приєдналася до ради директорів Дослідницького інституту Скріппс. 
У березні 2020 року вона організувала збір коштів у себе вдома для Джо Байдена.

## Особисте життя
Лансінг і колишнього керівника студії MGM Джеймса Т. Обрі збив автомобіль під час перетину бульвару Вілшир у середині 1970-х. Обидва отримали сильні травми, Лансінг довелося півтора року користуватися милицями. Обрі доглядав за нею. "Він приходив кожен день. Він казав: «Ти не будеш кульгати». «Мої рідні мати та батько не могли б надати мені більшої підтримки», — сказала вона «Вараєті» у 2004 році.
6 липня 1991 року Шеррі Лансінг одружилася з режисером Вільямом Фрідкіном. Займалася вихованням пасинків Джека та Седріка. 

## Фільмографія

### Продюсерка
- Первісток (1984)
- Коли прийде час (1987) (ТБ)
- Фатальний потяг (1987)
- Обвинувачений (1988)
- Чорний дощ (1989)
- Шкільні зв'язки (1992)
- Непристойна пропозиція (1993)

### Акторка
- Хороші хлопці (1968) (ТБ)
- Коханий (1970)
- Ріо Лобо (1970)
- Ден Август (1971) (ТБ)
- Залізна сторона (1971) (ТБ)
- Голлівудські жінки (1993) (ТБ)
- Фрейзер (1996) (ТБ)
- Режисери (1999) (ТБ)
- Недільна ранкова перестрілка (2004) (ТБ)
- Чорний дощ: Постпродакшн (2006)
- Чорний дощ: Створення фільму — Частина 2 (2006)
- Чорний дощ: Сценарій, акторський склад (2006)
- Чорний дощ: Створення фільму — Частина 1 (2006)
- Майбутні пам'ятки: Трейлер історії фільму (2006)
- Боффо! Бомби та блокбастери Тінзелтауна (2006) у ролі себе
- ... Батько… Син… Одного разу в Голлівуді (2005) (ТБ)
- 79-та церемонія вручення «Оскара» (2007) (ТБ)
- Єврейські американці (2008) (ТБ)
- Брати Ворнер (2008)
- Розваги сьогодні ввечері (2008)

## Нагороди та визнання
- 2017: Національна зала слави жінок[33]
- 2008: Лауреатка медалі CSHL Double Helix
- 2007: Нагорода імені Джана Гершолта від Академії кінематографічних мистецтв і наук[8]
- 2007: почесний докторський ступінь гуманітарних наук Університету штату Пенсільванія[9]
- 2006: Премія Американської асоціації дослідження раку за громадську діяльність[5][9]
- 2006: Бізнес-герой, проєкт «Мій герой»[34]
- 2005: Премія за спадщину Big Brothers Big Sisters (Лос-Анджелес)[35]
- 2005: нагорода «Зразкове лідерство в менеджменті» від Школи менеджменту Андерсона Університету Каліфорнії в Лос-Анджелесі[10]
- 2005: відбитки рук і ніг у китайському театрі Громана[13][14]
- 2004: Гуманітарна премія Гораціо Алгера[6]
- 2003: Премія Вудро Вільсона за корпоративне громадянство[6]
- 2003: почесна докторка образотворчих мистецтв від Американського інституту кіномистецтва[6]
- 2002: Президентська нагорода від Академії наукової фантастики, фентезі та фільмів жахів
- 2000: премія від Американської гільдії продюсерів[6]
- 1996: нагорода за досягнення в бізнесі «Подолання перешкод» від «Чиказьких жінок у кіно»[36]
- 1996: Срібна нагорода Християнської асоціації молодих жінок[6]
- 1996: Першовідкривачка року за версією Foundation of Motion Picture Pioneers[6][9][12]
- 1996: Зірка на Алеї слави[37][38]
- 1994: нагорода видатній випускниці від Sigma Delta Tau (ΣΔΤ)[39]
- 1994: «Золота малина» за «Непристойну пропозицію»
- 1993: «Золота тарілка» Американської академії досягнень[40]
- 1992: нагорода Центру Симона Візенталя за видатні заслуги у сфері виконавського мистецтва[6]
- 1989: Меморіальна нагорода Альфреда Слоуна-молодшого[6]
- 1988: номінація на «Оскар» за фільм «Фатальний потяг» від Академії кінематографічних мистецтв і наук
- 1982: нагорода за видатні громадські заслуги від Брандейського університету[6]
- 1981: «Кришталева нагорода» від «Жінок в кіно» видатним жінкам, які своєю витривалістю та досконалістю роботи допомогли розширити роль жінок в індустрії розваг[41]
- 1980: Нагорода за економічну рівність від Ліги дій жіночої справедливості[6]